# Kanton Nizza-9
Der Kanton Nizza-9 (frz.: canton de Nice-9) ist ein französischer Wahlkreis im Département Alpes-Maritimes in der Region Provence-Alpes-Côte d’Azur. Er umfasst einen Teil der Stadt Nizza mit 32.046 Einwohnern (Stand: 2022). Im Rahmen der landesweiten Neuordnung der französischen Kantone wurde der dem Kanton zugeordnete Bereich im Frühjahr 2015 leicht verändert.

## Politik
| Vertreter im Départementsrat | Vertreter im Départementsrat    | Vertreter im Départementsrat |
| Amtszeit                     | Namen                           | Partei                       |
| ---------------------------- | ------------------------------- | ---------------------------- |
| 2001–2015                    | Joseph Calza                    | UMP                          |
| 2015–                        | Janine Gilletta Philippe Soussi | UD                           |